# Travel Channel
Travel Channel je specijalizirani televizijski kanal koji emitira preko satelita i kabela. 
Fokusiran je ka emitiranju lifestyle i putopisnih sadržaja. Istražuje nove turističke destinacije, emitira turističke vodiče za praznike i blagdane, dokumentarce o svjetskim kuhinjama, kulturama, prirodnim bogatstvima, kupovini, arhitekturi i tradiciji. Emisije predstavljaju različite države svijeta.
Travel Channel u Europi je počeo s emitiranjem 1994. godine, prikazuje svoje sadržaje na 14 jezika i u 117 zemalja diljem Europe, Bliskog Istoka i Afrike.
Kanal je lokaliziran na hrvatski jezik i prisutan je na Iskon.TV-u i MaxTV-u

## Vanjske poveznice
Službena stranica  Arhivirana inačica izvorne stranice od 14. prosinca 2009. (Wayback Machine)